# 阿拉達姆山
13°20′N 39°31′E / 13.333°N 39.517°E

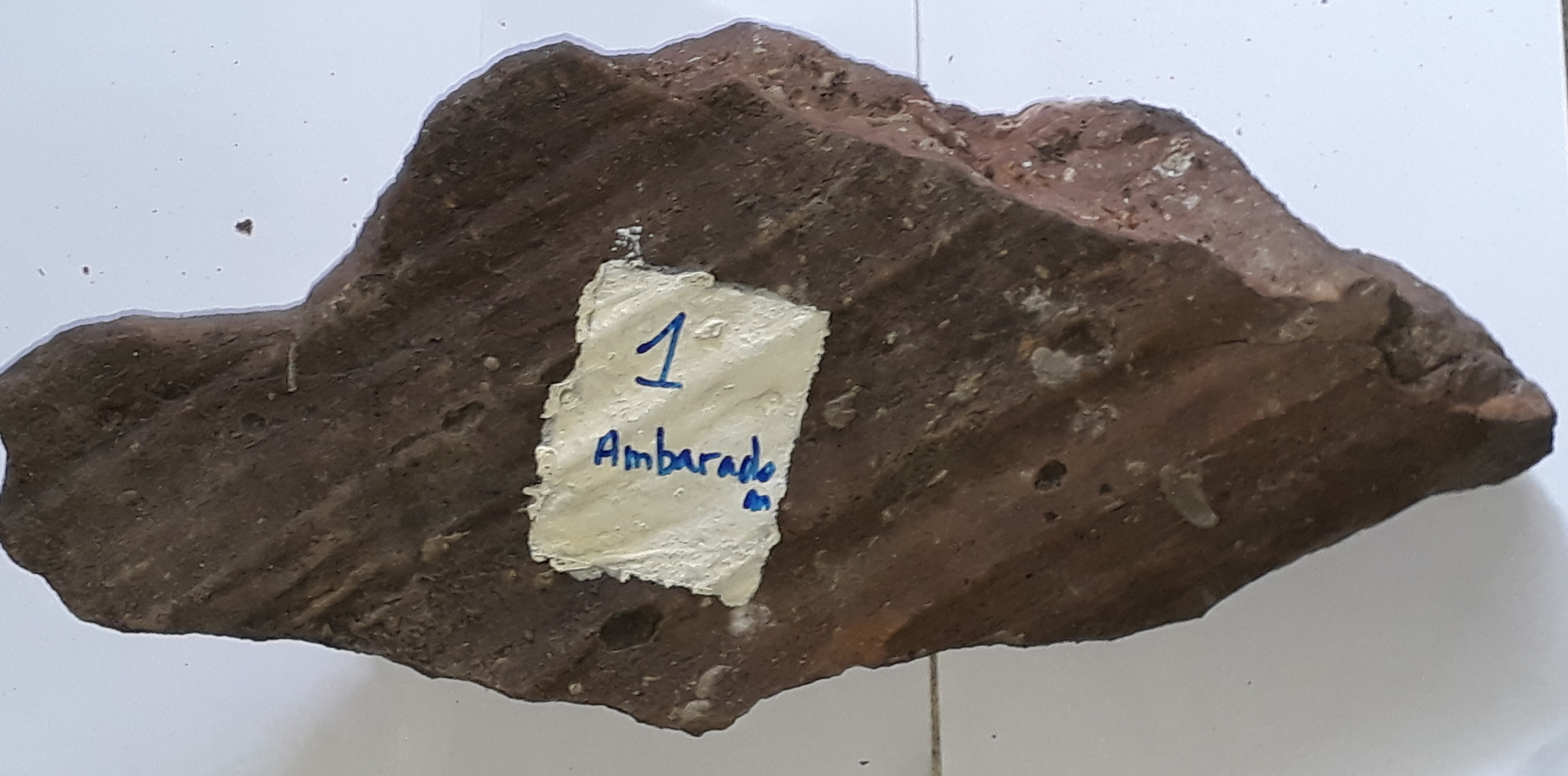

阿拉達姆山是埃塞俄比亞的山峰，位於該國北部，處於提格雷州，距離首都亞的斯亞貝巴500公里，海拔高度2,756米，每年平均降雨量561毫米。